# Beni Urriaguel

Divisiones del Protectorado, organizadas en regiones y cabilas y con las localidades más importantes.

Aith Waryaguel, o Beni Waryaguel (en rifeño: ⴰⵢⵜ ⵡⴰⵔⵢⴰⵖⴻⵔ, en árabe: بني ورياغل‎),  es una cabila amazigh rifeña. Ait Waryagher significa "los que no retroceden/los que no se retiran". Habitan la mayor parte del territorio que rodea la ciudad de Alhucemas.
En la organización administrativa del Protectorado Español de Marruecos, se incluyó en el  Cadidato de Alhucemas, perteneciente al Territorio del Rif, uno de los cinco en que se dividió dicho protectorado. Esta organización perduró hasta la independencia de Marruecos en 1956.

## Geografía
Lindaba al norte con el mar Mediterráneo y con la cabila Bokoia; al sur con el protectorado Francés de Marruecos y con las cabilas de Beni Ammart y Beni Mezdui; al este con el territorio del Kert, cabilas Tensamán y Beni Tuzin;  y al oeste con las cabilas Beni Iteft y Targuís.
Ocupaba el macizo del Yebel Haman, cuyas cumbres alcanzan más de 1900 m, la vertiente occidental del Guis y gran parte de la llanura aluvial de Alhucemas.

### Divisiones administrativas
Se dividía en tres caidatos, subdivididos cada uno en dos fracciones:
- Guis: Beni Hadifa y Beni Abd-al-Lah
- Nekor: Beni Bu Ayast y Yebel
- Uta: Aít Yusef u Ali e Imerabtin.

## Historia
El origen de esta cabila todavía se discute. Según uno de los mayores expertos, el historiador y antropólogo David M. Hart, era una de las más antiguas del Rif y su nombre sugiere que pudiera estar asociada con el antiguo reino de Nekor (710-1084 d. C.). Sin embargo, se han formulado otras hipótesis explicativas .
La Aith Waryaguel tuvo un papel principal en la guerra del Rif (desde 1921) contra el Protectorado español de Marruecos. Esta sublevación general de las cabilas bereberes condujo incluso a la proclamación durante un tiempo de la República del Rif, como estado independiente y soberano. Entre las diversas facciones o clanes existentes en aquella época entre los Beni Urriaguel, destaca la familia El Jatabi, de la que provino el líder Abd el-Krim, cabecilla de esa sublevación rifeña. 
Una vez las fuerzas de Abd el-Krim fueron derrotadas por españoles y franceses y se pudo pacificar el Protectorado español, la cabila de Beni Urriaguel pasó a ser parte integrante de éste. En la división político-administrativa del Protectorado de 29 de diciembre de 1931, se incluyó en la Intervención Militar del Rif.
Tras la independencia marroquí, el espacio geográfico tradicionalmente ocupado por la cabila ha pasado a formar parte de la Provincia de Alhucemas, en la región de Taza-Alhucemas-Taunat.